# Durometro
Il durometro è uno strumento di misura destinato alla misurazione della durezza dei materiali. Esistono molti tipi di durometri, ognuno destinato ad una specifica applicazione e dotato di una propria scala di misura.
Per misurare la durezza di un materiale, il durometro effettua su di esso una penetrazione, lasciando sul punto testato un'impronta (detta testimone).
La prova può essere definita un test non distruttivo, in quanto l'oggetto in esame potrebbe mantenere la propria integrità e funzionalità. Il durometro lascia comunque un'impronta, pertanto va usato, o in aree dove il testimone non dia fastidio, oppure su appositi provini realizzati con lo stesso materiale da testare.
È importante notare che la prova non può essere ripetuta nella stessa posizione (o anche in prossimità di altri testimoni): infatti la superficie in prossimità di un testimone viene geometricamente e strutturalmente modificata e la ripetizione della prova comporterebbe grossi errori di misura.

## Principio di funzionamento
Il principio di funzionamento dei durometri è pressoché identico per la varie tipologie:
una punta (detta penetratore) di forma varia, viene spinta con una forza nota contro il materiale da testare, a seconda della durezza del materiale e direttamente proporzionale ad essa, questo penetrerà per una certa profondità. Misurando la profondità di penetrazione o la dimensione dell'impronta si ha l'indicazione della durezza del materiale.

## Metodologie e scale
Con lo sviluppo dell'ingegneria metallurgica, è nata subito la necessità di verificare oggettivamente la durezza delle leghe. I primi ingegneri studiarono indipendentemente metodologie e realizzarono i relativi strumenti. Le metodologie, sebbene pratiche e funzionali, non furono però standardizzate, e non ci si curò di legare le scale ai sistemi metrologici di riferimento. La conseguenza fu che si moltiplicarono delle scale ingegneristiche, legate alla metodologia di prova e alla strumentazione usata.
Solo recentemente, gli organismi internazionali hanno lavorato alla standardizzazione degli strumenti, delle scale e creato un legame oggettivo tra le scale di durezza e il Sistema Internazionale delle misure.
Comunque, ancora oggi, sono in uso diverse scale di misura per la durezza, ognuna delle quali fa riferimento alla propria specifica metodologia.
Alcuni esempi di scale di misura della durezza:
- Shore;
- Brinell;
- Rockwell;
- Vickers;
- Knoop

### Scala Shore
La scala Shore è pensata per testare la durezza degli elastomeri o dei plastomeri, ad esempio gomma o plastica, caratterizzati da deformazioni reversibili. Si misura la deformazione elastica del materiale in termini di profondità di penetrazione di una punta tronco conica mobile (Shore tipo A) che inizialmente fuoriesce di 2,5 mm dal foro di un piattello ed è soggetta a una forza costante prodotta da una molla. Pressando il piattello sulla superficie del materiale da esaminare, il penetratore rientra verso l'interno del foro del piattello stesso in relazione alla durezza. La durezza Shore è misurata in una scala da 0 a 100, proporzionale allo spostamento lineare della punta, prodottosi nella fase di test sul materiale elastico, rispetto alla sua posizione iniziale di riposo.
La norma ASTM D2240-00 contempla dodici diverse scale di misura Shore: tipo A, B, C, D, DO, E, M, O, OO, OOO, OOO-S, e R. La differenza tra le scale è nella forma/dimensione del penetratore e nella forza ad esso applicata. In ognuna delle scale le durezze possono assumere valori da 0 a 100. Occorre quindi sempre specificare il valore durezza assieme alla scala a cui si riferisce, ad esempio: durezza 80 Shore A, spesso più brevemente indicata come 80A. Le scale più utilizzate sono di fatto la A e la D rispettivamente per materiali di minore o maggior durezza. Benché le due scale abbiano un qualche margine di sovrapposizione, non esiste nei loro intervalli in comune una formula di conversione, dato che le due durezze ottenute con i durometri tipo A e tipo D manifestano una correlazione fortemente dipendente dal tipo di materiale esaminato
Il penetratore esercita relativamente poca forza, in quanto basta poco per ottenere una penetrazione rilevabile. 
Per il rilievo di durezze in questa scala sono sufficienti strumenti relativamente semplici, come ad esempio durometri manuali a quadrante.

### Scala Brinell
La scala Brinell è pensata per testare metalli non eccessivamente duri.
Il penetratore (detto anche indenter) può essere costituito o da una sfera d'acciaio o da una sfera in tungsteno e di conseguenza prende nomi diversi.
Nel caso venga usata una sfera in acciaio la prova viene nominata come durezza HBS Brinell (HBS = hardness Brinell steel) mentre se la sfera è di tungsteno, noto come wolframio, la prova verrà nominata Durezza HBW Brinell (Hardness Brinell Wolframio).
Il valore di durezza è ricavato come rapporto tra la forza esercitata e la superficie dell'impronta del testimone (quest'ultima proporzionale alla penetrazione della sfera).
Per il rilievo di durezze nella scala Brinell è necessario:
- un durometro vero e proprio per generare l'impronta;
- Un proiettore di immagine dotato di righello di misura, o un microscopio munito di un reticolo graduato, oppure una telecamera per misurare le dimensioni dell'impronta.

### Scale Rockwell
Le scale Rockwell sono pensate per testare la durezza dei metalli.
L'unità di misura è una scala convenzionale ricavata direttamente dalla profondità che ha raggiunto il penetratore, quando spinto con una certa forza nel materiale da testare.
Anche se sono usate sostanzialmente due tipi di scale, ne esistono molte altre, come le scale A D E F G R NT W Y. Ognuna di essa corrisponde ad un precarico e ad un penatratore ben distinto:
- scala B, usata per esempio su metalli morbidi, con un penetratore costituito da una sfera di acciaio indurito del diametro di 1/16 di pollice;
- scala C, usata per esempio per i metalli trattati termicamente quindi induriti, con un penetratore costituito da un diamante a punta conica e raggiata con un'apertura di 120°.

Questa metodologia è molto pratica in quanto, il durometro, oltre a generare l'impronta, ne misura la profondità, presentandone immediatamente la misura nella scala ingegneristica.
La prova si svolge in 5 fasi:
1. si applica per 1-2 secondi, senza urto, un carico iniziale di 98 N oppure 29,40 N;
2. si attendono 1-2 secondi e si azzera il quadrante a 100 o 130 a seconda del metodo di prova;
3. si aggiunge al carico iniziale di 98 N o 29,40 N un altro carico finale, per esempio di 1373 N, si attendono 3-6 secondi;
4. si elimina il secondo carico per ritornare al precarico iniziale di 98 N o 29,40 N, quindi si attendono 1-2 secondi.
5. si esegue la lettura sul quadrante, con il penetratore sempre sollecitato dal carico iniziale di 98 N o 29,40 N.

### Scala Vickers
La scala Vickers è pensata per testare tutti i tipi di metalli da molto teneri a molto duri.
Il penetratore è costituito da un diamante tagliato a piramide quadra con un'apertura di 136°.
Come per la scala Brinell, il valore di durezza è ricavato come rapporto tra la forza esercitata e la superficie dell'impronta del penetratore.
Anche per il rilievo di durezze nella scala Vickers è necessario:
- un durometro per generare l'impronta;
- un microscopio incorporato o schermo di proiezione con scala graduata con reticolo graduato per rilevare le dimensioni delle due diagonali dell'impronta.

La scala "Vickers" esiste in varie scale da HV 100 80 60 50 40 30 20 10 5 4 3 2 1 kgf e 10 - 25 - 50 - 100 - 200 - 300 - 500 - 1000 gf
(0.09807 - 0.2452 - 0.4903 - 0.9807 - 1.961 - 2.942 - 4.903 - 9.807 N) il valore di durezza si ricava sempre nella stessa formula dalla media della somma delle due diagonali.
Generalmente per il rilevamento della durezza nella scala "microVickers" è necessario:
- un microdurometro per generare l'impronta
- un sistema video con ingrandimenti da 50X fino a 400X

Normalmente le prove di durezza in "microVickers" vengono effettuate su qualsiasi tipo di materiale anche molto duri oppure estremamente sottili, o sezionati per testare la durezza di trattamenti superficiali (cromatura, nichelatura nitrurazione cementazione ecc.).

## Struttura dei durometri
La struttura dei durometri varia significativamente a seconda della metodologia di misura che adottano. In linea di massima, i durometri assomigliano a delle pressette manuali, dotate di una struttura a "C", dove il materiale da testare viene appoggiato su un supporto piano o a V, mentre dall'alto, agendo su una leva (per la tipologia di macchine meccaniche) o tramite un motore (per le macchine automatiche di ultima generazione), cala il penetratore.
In alcuni tipi di durometri, il materiale da testare deve essere "pinzato" nella struttura a C, regolando l'altezza del piattello di carico tramite una vite.
Un sistema meccanico o idraulico moltiplica la forza impressa alla leva in modo da fornire al penetratore la forza necessaria.
Sull'apparecchiatura sono presenti degli indicatori di forza e/o spostamento, necessari per effettuare i rilievi. Se la rilevazione dei dati di forza e spostamento avviene in modo continuo si parla di indentazione strumentata. Quando la metodologia lo permette, è presente direttamente l'indicatore che visualizza la durezza del materiale.

## Durometri manuali a quadrante

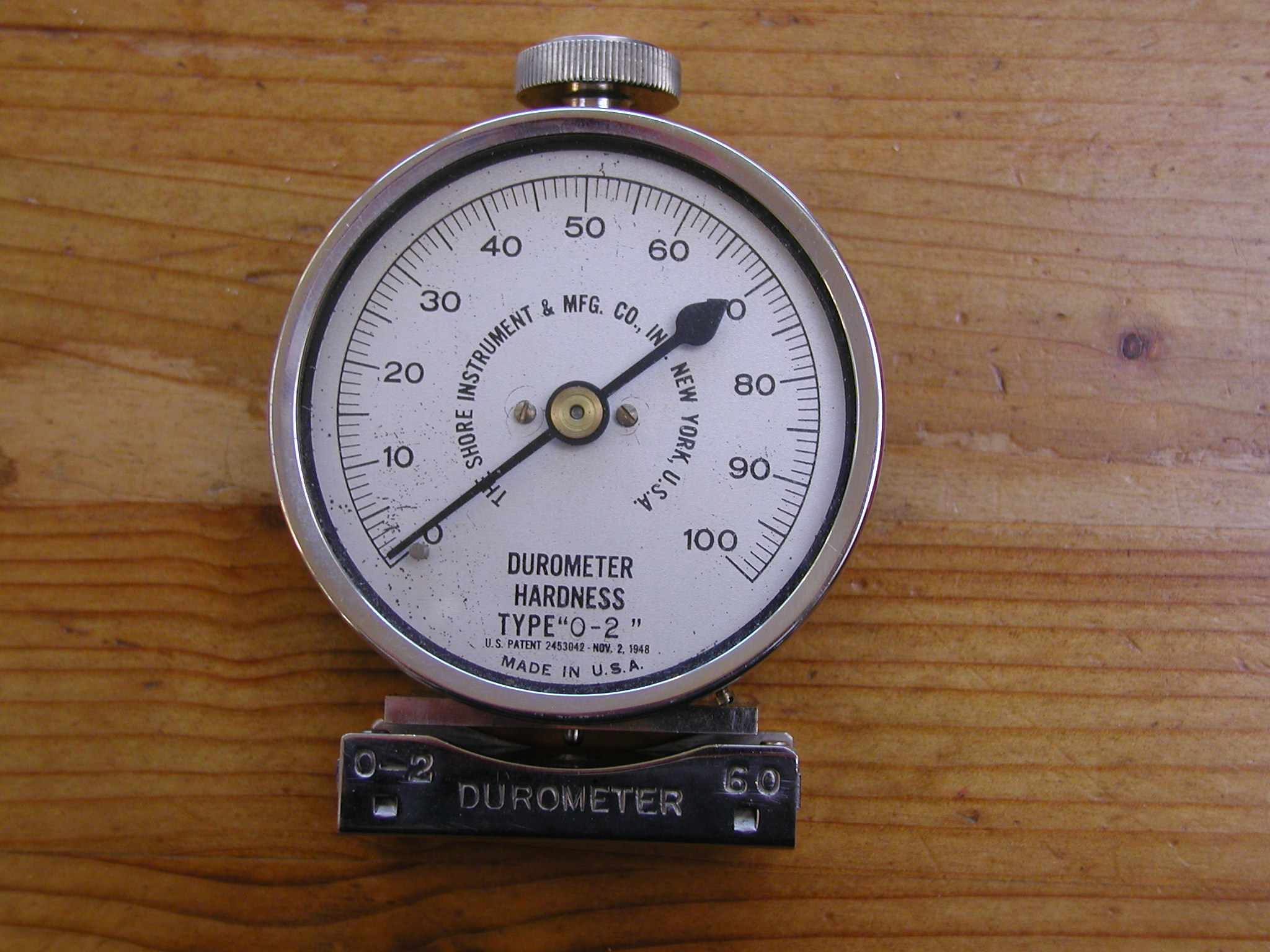
Durometro a quadrante

Il durometro a quadrante assomiglia ad un comparatore a quadrante, dove, al posto dell'asta è stato montato un penetratore. Quest'ultimo sporge da un piano di riferimento realizzato spianando la carcassa del quadrante. Una molla di contrasto calibrata spinge verso l'esterno il penetratore con una forza precisa. Similmente ad un comparatore, la punta è accoppiata a degli ingranaggi moltiplicatori che muovono l'indice della scala.
Quest'ultima viene stampata per esprimere direttamente l'unità ingegneristica di durezza.
Spesso questi durometri dispongono di un blocco meccanico dell'indice al valore massimo rilevato durante la prova, facilitandone così l'esecuzione e assicurando una lettura stabile e corretta.
Questo tipo di strumenti, azionandosi manualmente, vengono usati solo per testare materiali morbidi.
Nell'industria tessile vengono ad esempio usati per misurare la compattezza di una rocca o di un subbio.

### Uso
Dopo avere scelto un'area piana sulla superficie del materiale da testare, si schiaccia manualmente il durometro su di essa fino a far arrivare a battuta il piano di riferimento. Durante questa operazione, la molla spingerà il penetratore all'interno del materiale, così una volta a battuta, la punta fuoriuscirà rispetto al piano di riferimento in proporzione inversa rispetto alla durezza del materiale. Leggendo la scala si avrà un'indicazione diretta della durezza del materiale testato.

## Taratura e verifica funzionale
I durometri vengono normalmente forniti con dei provini campione di materiale a durezza nota (cioè tarati), su cui periodicamente, è possibile verificare la funzionalità dello strumento controllando che la sua lettura sia pari (o prossima) alla durezza nominale del provino.
In commercio si possono reperire provini campione di diversa durezza, in modo da testare tutta la scala di misura degli strumenti.
Nel caso di strumenti dotati di scala Shore, il provino dispone già di fori (di diametro calibrato) e la punta conica penetrando di più o meno in essi, permette di simulare materiali di diversa durezza. Questa tecnica è resa necessaria dall'impossibilità di realizzare elastomeri e plastomeri che assicurino la stabilità delle loro caratteristiche sul lungo periodo (condizione necessaria per realizzare provini campione).